# 弹刀子菜
弹刀子菜（学名：Mazus stachydifolius）为玄参科通泉草属下的一个种。

## 扩展阅读
- 維基物種上的相關：弹刀子菜